# Adesmus mosapyra
Adesmus mosapyra là một loài bọ cánh cứng trong họ Cerambycidae.